# Municipio de Grant (condado de Cuming)
El municipio de Grant (en inglés, Grant Township) es un municipio del condado de Cuming, Nebraska, Estados Unidos. Tiene una población estimada, a mediados de 2022, de 111 habitantes.
Abarca una zona exclusivamente rural.

## Geografía
Está ubicado en las coordenadas 42°3′15″N 96°51′14″O / 42.05417, -96.85389. Según la Oficina del Censo, tiene una superficie total de 93.07 km², de los cuales 93.05 km² corresponden a tierra firme y 0.02 km² están cubiertos de agua.

## Demografía
Según el censo de 2020, en ese momento había 138 personas residiendo en la zona. La densidad de población era de 1.48 hab./km². El 89.86 % de los habitantes eran blancos, el 0.72 % era afroamericano, el 2.17 % eran de otras razas y el 7.25 % eran de una mezcla de razas. Del total de la población, el 6.52 % eran hispanos o latinos de cualquier raza.